# Barbara Allen (balada)

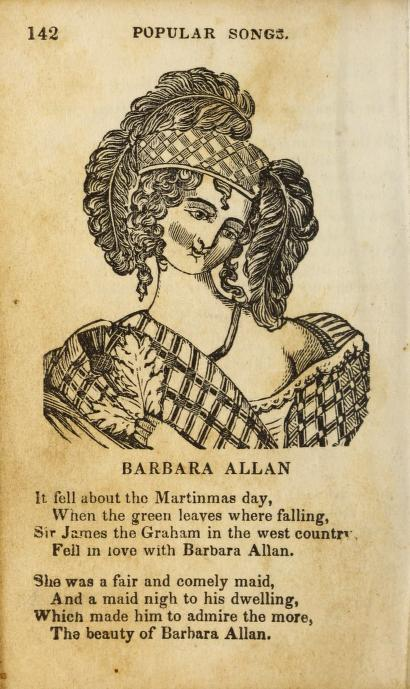
Letra de la canción publicada en 1840 en el Forget Me Not Songster

"Barbara Allen' (Roud Folk Song Index: 54) es una canción folclórica tradicional que es popular en todo el mundo de habla inglesa y más allá. Cuenta cómo el personaje epónimo niega el amor de un moribundo, y luego muere de pena poco después de su prematura muerte. 
La canción comenzó como una balada en el siglo XVII o antes, antes de extenderse rápidamente (tanto de forma oral como impresa) por toda Gran Bretaña e Irlanda y más tarde por Norteamérica. Los etnomusicólogos Steve Roud y Julia Bishop la describieron como "de lejos, la canción más coleccionada en lengua inglesa: igualmente popular en Inglaterra, Escocia e Irlanda, y con cientos de versiones recogidas a lo largo de los años en Norteamérica. "
Como ocurre con la mayoría de las canciones populares, "Barbara Allen" ha sido publicada e interpretada bajo diferentes títulos, entre ellos "El ballet de Barbara Allen', "La crueldad de Barbara Allen', "Ellen bárbara', "Edelin", "Hard Hearted Barbary Ellen", "Sad Ballet Of Little Johnnie Green", "Sir John Graham', "Bonny Barbara Allan', "Barbry Allen" entre otros.

## Sinopsis
La balada sigue generalmente una trama estándar, aunque los detalles narrativos varían entre las versiones. 
- Un criado pide a Bárbara que atienda a su amo enfermo.
- Ella acude a la cabecera del joven desconsolado, que le suplica su amor.
- Ella se niega, alegando que él la ha despreciado mientras bebía con sus amigos.
- Poco después, él muere y Bárbara oye las campanas de su funeral.
- Los entierran en la misma iglesia; de la tumba de él crece una rosa, de la de ella una zarza, y las plantas forman un nudo de los verdaderos amantes.[7][5]

## Letra
Letra traducida en español, de la versión de Joan Baez:

Fue en el feliz mes de mayo
Cuando los brotes verdes estaban hinchados
Dulce William en su lecho de muerte yacía
Por amor de Barbara Allen
Envió a su sirviente a la ciudad
Al lugar donde ella estaba habitando
Diciendo: "Debes venir a mi amo, querido
Si tu nombre es Barbara Allen"
Así que lentamente, lentamente ella se levantó
Y lentamente se acercó a él
Y las únicas palabras que le dijo
"Joven, creo que te estás muriendo"
Él volvió su rostro a la pared
Y la muerte estaba en él brotando
"Adiós, adiós, a todos mis amigos
Sean buenos con Barbara Allen"
Cuando estaba muerto y sepultado en la tumba
Ella oyó las campanas de la muerte repicando
Y cada golpe a ella le decía
"Dura de corazón Barbara Allen"
"Oh madre, oh madre ve a cavar mi tumba
Que sea larga y estrecha
Dulce William murió de amor por mí
Y yo moriré de tristeza"
"Y padre, oh padre, ve a cavar mi tumba
Que sea larga y estrecha
Dulce William murió ayer
Y yo moriré mañana"
Barbara Allen fue enterrada en el viejo cementerio
Dulce William fue enterrado junto a ella
En el dulce corazón de William, creció una rosa
De Barbara Allen hay un brezo
Crecieron y crecieron en el viejo cementerio
Hasta que no pudieran crecer más
Al final se formaron, un verdadero nudo de amante
Y la rosa creció alrededor del brezo